# Tranzitul lui Venus din 1761
Tranzitul lui Venus în 1761 este primul tranzit al planetei care a fost observat de o mulțime de astronomi.
S-a produs în urmă cu 263 ani, 292 zile.

## Caracteristici

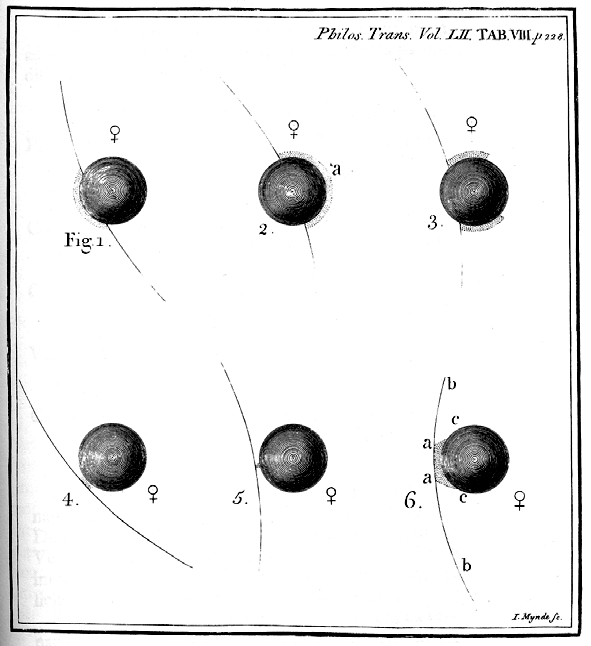
Efectul de picătură neagră, așa cum a fost descris de către Torbern Bergman în 1761.

Tranzitul a avut loc la 6 iunie 1761. A fost vizibil în totalitatea sa pe aproape toată Asia, în vestul Australiei și în Europa de Est. A fost vizibil la răsăritul Soarelui în Africa și în restul Europei. A fost vizibil, la apusul Soarelui în Oceanul Pacific, pe jumătatea de nord-est a Americii de Nord.
Orarele tranzitului au fost următoarele (în UTC):
- primul contact: 02:02
- al doilea contact: 02:20
- Tranzit maximal: 05:19
- al treilea contact: 08:18
- al patrulea contact: 08:36
- Durata totală: 6 ore și 34 de minute.

## Istoric

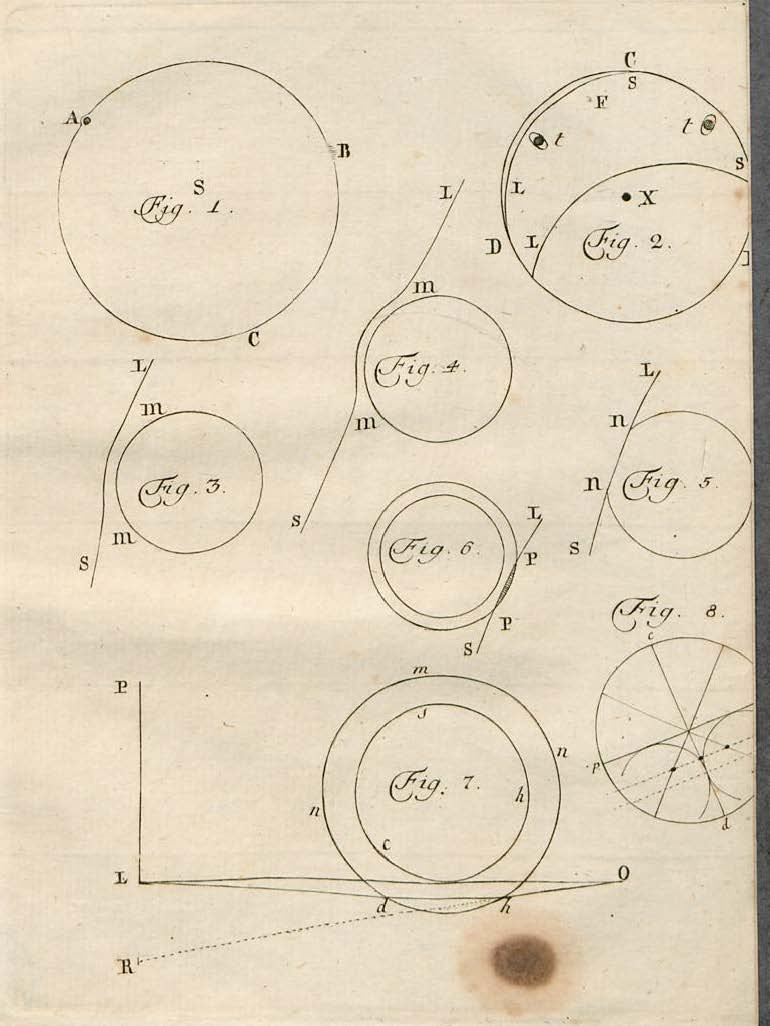
Lomonosov, Aparența lui Venus pe Soare, observată la observatorul din Sankt Petersburg, la 26 mai 1761 (calendarul iulian).

Tranzitul din 1761 s-a produs spre sfârșitul Războiului de Șapte Ani (1756-1763), conflict major care a pus în joc cea mai mare parte a puterilor europene, pe o vastă parte a globului (Europa, America de Nord, India etc.). În pofida acestei stări de război, tranzitul a dat loc primei colaborări științifice multinaționale, implicând vreo șaizeci de locuri de observații, atât în Europa cât și în Asia și în Africa.
Observarea tranzitului a pus, pentru prima oară, în evidență efectul de picătură neagră, efect optic în care o mică lacrimă neagră pare să lege discul planetei cu frontiera limbului solar, chiar imediat după cel de-al doilea contact și respectiv chiar înainte de cel de-al treilea contact, împiedicând, în felul acesta, cronometrajul precis al acestora.
În 1761, savantul rus Mihail Lomonosov a consacrat un tratat întitulat Passage de Vénus devant le soleil acestui eveniment.
Histoire de l'Académie royale des Sciences, tipărită în 1763, tratează, în mai multe locuri, despre acest tranzit al lui Venus.

## Listă (parțială) a observatorilor tranzitului
- Jean-Sylvain Bailly și Nicolas-Louis de Lacaille, la Conflans-sous-Carrière, Yvelines, Franța.
- Torbern Olof Bergman, la Uppsala, Suedia.
- Nathaniel Bliss, la observatorul din Greenwich, Anglia.
- Jean-Théodore Bouin, la Rouen.
- Thomas Bugge, Trondheim, Norvegia.
- César-François Cassini de Thury, la Viena, în Austria.
- Jean Chappe d'Auteroche, la Tobolsk, în Siberia.
- Theodoro De Almeida, Porto, Portugalia.

- Samuel Dunn, la Chelsea, Anglia.
- Jean-Paul Grandjean de Fouchy, la Passy.
- Richard Haydon, la Liskeard, Anglia.
- Gottfried Heinsius, la Leipzig, Germania.
- Peder Nielsen Horrebow, Copenhaga, Danemarca.
- Edme-Sébastien Jeaurat la Lycée Louis-le-Grand, Paris.
- Charles-Marie de La Condamine și Pierre-Charles Le Monnier, la château de Saint-Hubert.
- Jérôme Lalande, la Palais du Luxembourg / Palatul Luxembourg, Paris.

- Guillaume Le Gentil, la  Puducherry, India.
- Mihail Lomonosov, la observatorul din Sankt Petersburg, Imperiul Rus.
- Cardinalul Paul d'Albert de Luynes, la Sens.
- Giovanni Domenico Maraldi, la Observatorul din Paris.
- Nevil Maskelyne, în Insula Sfânta Elena, Oceanul Atlantic.
- Charles Mason și Jeremiah Dixon, la Capul Bunei Speranțe.
- Tobias Mayer, la Göttingen.
- Christian Mayer, la Schwetzingen.

- Charles Messier, la hôtel de Cluny, Paris.
- Réginal Outhier la Bayeux, Franța.
- Alexandre-Gui Pingré, pe Rodrigues, insulă din Oceanul Indian.
- James Porter, la Constantinopol, Imperiul Otoman.
- Stepan Rumovski, la Selenghinsk, Imperiul Rus.
- James Short, la Saville House, Londra, Anglia.
- Pehr Wilhelm Wargentin, la Stockholm, Suedia.
- John Winthrop, St. John's, Newfoundland și Labrador, Terranova.
- Eustacho Zanotti, la Bologna, Italia.